# Zacharias Richard Mahabane
Zaccheus Richard Mahabane (né le 15 aout 1881 dans l'État libre d'Orange et mort en septembre 1971 à Kroonstad en Afrique du Sud) est un homme d'Église, protestant méthodiste, et un homme politique sud-africain, président du Congrès national africain de 1924 à 1927 et de 1937 à 1940.
É

## Biographie
Z.R. Mahabane est né à Thaba 'Nchu dans l'État libre d'Orange où ses parents étaient de riches fermiers christianisés. Imprégné de convictions religieuses, il étudie à la mission de Morija au Basutoland pour devenir enseignant. Diplômé en 1901, il devient interprète judiciaire auprès des tribunaux.
En 1908, il commence des études en théologie à l'École de Lessyton à Queenstown et est ordonné pasteur méthodiste en 1914.
Affecté dans la ville du Cap en 1916, il s'implique dans la vie politique de la communauté noire, adhère au Congrès national indigène sud-africain (SANNC) dont il devient en 1919 le président pour la province du Cap ainsi que le vice-président de la Convention des électeurs autochtones du Cap. En 1924, Mahabane est élu président du congrès national africain (ANC), la nouvelle appellation du SANNC. Son principal objectif politique est l'unité de la population noire et dans ce but, travaille intensément avec Abdullah Abdurahman, organisant notamment divers événements et conférences à destination des populations de couleurs.
En 1927, son successeur à l'ANC est Josiah Gumede, issu de l'aile gauche émergente du parti. Mahabane, hostile à son orientation communiste et marxiste de plus en plus radicale, participe aux manœuvres qui déstabilisent et aboutissent à l'éjection de Gumede de la présidence de l'ANC en 1930.
Mahabane critique par ailleurs les nouvelles lois ségrégationnistes mises en place par le gouvernement Hertzog. En 1935, il est membre du comité exécutif de la Conférence générale des Africains (All African Convention) organisée pour protester contre le renforcement de la législation ségrégationniste et reste jusqu'en 1955 vice-président de l'Assemblée de cette convention. En 1936, c'est dans le cadre d'une délégation de cette convention des Africains qu'il rencontre le premier ministre James Barry Hertzog pour parler de la nouvelle loi électorale supprimant la franchise électorale des populations noires de la province du Cap.
En 1937, Mahabane est élu pour la deuxième fois en tant que président de l'ANC. En 1940, sollicitant un nouveau mandat, il est battu par Alfred Xuma. Il participe cependant à la révision du programme du parti et, en 1943, est nommé président honoraire à vie de l'ANC.
En plus de son engagement envers l'ANC, Mahabane est l'un des fondateurs du Mouvement pour l'unité des non-européens (NEUM) qu'il préside jusqu'en 1956. Cependant, il ne participe pas à la campagne de défiance de 1952 mais en octobre 1956, assiste à la Conférence nationale des penseurs noirs réunie à Bloemfontein pour discuter du rapport de la commission Tomlinson concernant le développement socioéconomique des zones Bantoues (dans le cadre de l'apartheid). C'est alors l'un des rassemblements les plus représentatifs des Noirs d'Afrique du Sud depuis les réunions de la convention africaine du milieu des années trente.
Progressivement, Mahabane réoriente sa fin de vie publique essentiellement vers des sujets liés au christianisme et à sa place en Afrique. Après avoir assisté en 1927 et 1937 à des conférences missionnaires internationales en Belgique, il s'implique activement au développement de l'Église méthodiste d'Afrique du Sud et à l'égalité de statut de ses membres. Il devient notamment l'un des trois premiers noirs à avoir acquis un poste officiel lors de la conférence de l'Église méthodiste.
Marié et père de 5 enfants, Mahabane a vécu et travaillé à Kroonstad pendant la plus grande partie de sa carrière. Il est également l'auteur de The colour bar in South Africa (Lovedale, 1923), un
livre sur le colour bar (la barre de couleurs).

## Sources
- Biographie sur SAHO
- Chronologie